# Гланица
Гланица (алб. Gllanicë) је насеље у општини Липљан, Косово и Метохија, Република Србија.

## Географија
Гланица се налази на 548 метара надморске висине, и то на координатама 42° 32′ 57" северно и 21° 3′ 46" источно.
Налази се на око шеснаест километара од Приштине.

## Демографија
| Етнички састав према попису из 1981.‍ | Етнички састав према попису из 1981.‍ | Етнички састав према попису из 1981.‍ | Етнички састав према попису из 1981.‍ | Етнички састав према попису из 1981.‍ |
| ------------------------------------ | ------------------------------------ | ------------------------------------ | ------------------------------------ | ------------------------------------ |
|                                      |                                      |                                      |                                      |                                      |
| Албанци                              | Албанци                              |                                      | 165                                  | 100,00%                              |

| Демографија | Демографија | Демографија |
| Година      | Становника  | Становника  |
| ----------- | ----------- | ----------- |
| 1948.       | 28          |             |
| 1953.       | 45          |             |
| 1961.       | 73          |             |
| 1971.       | 136         |             |
| 1981.       | 165         |             |
| 1991.       | 243         |             |